# Shake the World
Shake the World ist der Titel des am 14. Februar 2020 veröffentlichten Debütalbums der Supergroup Black Swan.

## Hintergrund
Die Idee zur Bandgründung entstand bei einem Gespräch zwischen Jeff Pilson und Frontiers-Records-Chef Serafino Perugino, der für ein neues Projekt nach Musikern suchte, die den Sänger Robin McAuley nicht nur unterstützen, sondern eine starke Band für ihn bilden könnten. Pilson nahm die Idee auf.
Pilson hatte 1999 und 2000 bei Dokken mit Reb Beach gearbeitet, der nach dem Ausscheiden von George Lynch den Part des Leadgitarristen in der Band übernommen hatte. Auf einer gemeinsamen Tournee ihrer beiden aktuellen Bands, Whitesnake und Foreigner, trafen sich Beach und Pilson immer wieder zu kleinen Jam-Sessions und nutzten eine zehntägige Tourpause, um an Song-Ideen zu arbeiten. Als Pilson ihn fragte, ob eine gemeinsame Band eine Option für ihn sei, sagte Beach zu. In Matt Starr fand Pilson nach einem Hinweis von Paul Gilbert einen Schlagzeuger, der die Gruppe komplettierte.
Die Band bekam einen Plattenvertrag bei Frontiers Records und nahm das Album in Pilsons Pilsound–Studio in Santa Clarita (Los Angeles County) auf, Pilson produzierte es auch. Der Titelsong wurde am 10. Dezember 2019 als Single veröffentlicht, ihm folgte am 13. Januar 2020 das Lied Big Disaster.
Musikalisch sind auf dem Album Einflüsse von Dokken, The End: Machine und den späten Alben von Winger erkennbar, aber auch die Musik der McAuley Schenker Group hat das Songwriting beeinflusst.
Das Lied Divided/United schrieb Jeff Pilson im Anschluss an einen Kinobesuch, bei dem er den Film Bohemian Rhapsody gesehen hatte. Ihm sei erst da „richtig bewusst geworden“, welchen Einfluss Queen auf „Legionen von Künstlern gehabt“ habe. Die Band sei für ihn „immer der Inbegriff von Leidenschaft und Inspiration“ gewesen Melodie und Refrain von Divided/United seien dann zu Hause „am Klavier wie aus dem Nichts“ entstanden.
Das Album wurde am 14. Februar 2020 als Schallplatte, CD und über Online-Musikdienste veröffentlicht. Am selben Tag erschien auch die dritte Single mit dem Titel Make It There.

## Titelliste
| Nr.          | Titel                     | Autor(en)                             | Länge |
| ------------ | ------------------------- | ------------------------------------- | ----- |
| 1.           | Shake the World           | Jeff Pilson, Reb Beach, Robin McAuley | 4:35  |
| 2.           | Big Disaster              | Pilson, Beach, McAuley                | 4:37  |
| 3.           | Johnny Came Marching      | Pilson, Beach, McAuley                | 5:46  |
| 4.           | Immortal Souls            | Pilson, Beach, McAuley                | 6:12  |
| 5.           | Make It There             | Pilson, Beach, McAuley                | 5:49  |
| 6.           | She’s On to Us            | Pilson, Beach, McAuley                | 4:41  |
| 7.           | The Rock That Rolled Away | Pilson, Beach, McAuley                | 6:21  |
| 8.           | Long Road to Nowhere      | Pilson, Beach, McAuley                | 4:18  |
| 9.           | Sacred Place              | Pilson, Beach, McAuley                | 4:46  |
| 10.          | Unless We Change          | Pilson, Beach, McAuley                | 3:58  |
| 11.          | Divided/United            | Pilson, Beach, McAuley                | 5:59  |
| Gesamtlänge: | Gesamtlänge:              | Gesamtlänge:                          | 57:09 |

## Rezeption
Daniel Böhm schrieb in seiner Rezension für Rocks, „nichts seit dem Ende der McAuley Schenker Group in den frühen Neunzigern habe nur entfernt darauf hingedeutet, seinen einstigen Sänger jemals wieder in dermaßen guter Hardrock-Verfassung zu hören wie nun auf Shake the World“. Mit dem Album sei „eine der stärksten und vitalsten Genre-Produktionen der letzten Jahre“ entstanden, der man „souveränen Bandcharakter zugestehen“ müsse. Das Album sei „herausragend“. Markus Baro bemerkte im gleichen Heft, Shake the World profitiere von einer „beachtlich vitalen Gruppendynamik“, während Amir Shaheen, ebenfalls in Rocks, festhielt, dass McAuley „geradezu entfesselt“ singe.
Für Rock Hard konstatierte Alexandra Michels, die Gruppe stelle sich „erfreulicherweise als coole, eigenständige Hardrock-Combo“ heraus. Beim „kratzig-rockigen Titeltrack“ werde klar, dass die Musiker „eine ehrliche, rotzig-harte Linie mit Ecken und Kanten“ verfolgten. Dieser Eindruck verstärke sich „von Song zu Song“: „Trotz richtig guter Melodien“ wirkten „die Tracks nicht glattgebügelt oder überproduziert“, was sicher auch daran liege, dass ihr Material „selbst geschrieben und in Pilsons Heimstudio produziert“ sei. Gelegentlich erinnere die Band „etwas an die jungen Scorpions“, Fans von Whitesnake, Dokken & Co. dürften „aber genauso begeistert“ sein. Abschließend schrie sie: „Großartige Stimme, beeindruckende Instrumental-Soli, Mitgröl- und Mosh-Potenzial - alles drin, alles dran. Prima Einstand“ und vergab acht von zehn möglichen Punkten.
Chris Strieder bemerkte bei darkstars.de, das Mitwirken alter Musikhelden bei Projekten von Frontiers Records müsse „nicht immer zu tollen Ergebnissen führen.“ Es gebe aber auch „immer wieder tolle Ergebnisse,“ und Shake the World sei ein solches. Robin McAuley singe so „fantastisch wie zu seinen besten Zeiten“, und das Album biete „großartigen klassischen Hardrock, der garantiert jeden Fan dieser Musikrichtung in Verzückung“ versetzen werde. Reb Beach ziehe „alle Register virtuoser Gitarrenkunst“. Ein toller Song wie das „epische“ Immortal Souls oder das „treibende“ The Rock That Rolled Away jage den nächsten. Ausfälle seien nicht zu verzeichnen. Man könne nur hoffen, dass die Gruppe „keine Eintagsfliege“ bleibe und zukünftig „noch weitere solcher Knaller“ abliefere. Strieder vergab 9 von 10 Punkten.

## Charts und Chartplatzierungen
| ChartsChartplatzierungen | Höchstplatzierung | Wochen |
| ------------------------ | ----------------- | ------ |
| Deutschland (GfK)        | 72 (1 Wo.)        | 1      |
| Schweiz (IFPI)           | 24 (2 Wo.)        | 2      |